# Rugophlaeoba henflingi
Rugophlaeoba henflingi är en insektsart som först beskrevs av Willemse, C. 1933.  Rugophlaeoba henflingi ingår i släktet Rugophlaeoba och familjen gräshoppor. Inga underarter finns listade i Catalogue of Life.